# スーパー・ニンテンドー・ワールド
スーパー・ニンテンドー・ワールド（英: SUPER NINTENDO WORLD）は、ユニバーサル・スタジオ・ジャパンとユニバーサル・スタジオ・ハリウッドに設けられたテーマエリアである。また、フロリダ州のユニバーサル・オーランド・リゾート内に建設中のユニバーサル・エピック・ユニバースおよび2025年に開業予定のユニバーサル・スタジオ・シンガポールにも新たに建設されている。このエリアは、任天堂とユニバーサル・デスティネーションズ&エクスペリエンシズとの提携により開発され、主にマリオシリーズやドンキーコングシリーズといった任天堂のビデオゲームシリーズをテーマとしている。
キャッチコピーは、2021年から2023年まで「#WE ARE MARIO! アソビの本能を解き放て！」が使用され、2024年以降は「PLAY WiLD! アソビの本能、大爆走！」に変更された。

## 存在するパーク
- ユニバーサル・スタジオ・ジャパン
- ユニバーサル・スタジオ・ハリウッド
- ユニバーサル・エピック・ユニバース（ユニバーサル・オーランド・リゾート）

## 建設予定のパーク
- ユニバーサル・スタジオ・シンガポール

## 歴史
任天堂は、ゲーム収益やコンソール市場シェアが数年間減少する中、知的財産を活用した新たな展開を図るため、ユニバーサル・デスティネーションズ&エクスペリエンシズとテーマパーク事業で提携した。この提携は2015年5月の決算説明会で発表され、翌年に詳細が明らかにされた。提携に基づき、ユニバーサルのテーマパーク内に任天堂のキャラクターをテーマとした専用エリアが建設され、主にマリオシリーズやその他の任天堂フランチャイズが採用された。ユニバーサル・スタジオ・ジャパンに建設されたこのエリアは、総工費600億円規模で、ハリー・ポッターシリーズをテーマとした「ウィザーディング・ワールド・オブ・ハリー・ポッター」への投資規模に匹敵するとされる。
2016年11月29日には、建設中のエリアのオブジェクトを紹介する動画が公開され、同日、ユニバーサルはユニバーサル・オーランド・リゾートとユニバーサル・スタジオ・ハリウッドの2カ所にも「スーパー・ニンテンドー・ワールド」を建設する計画を発表した。同年12月12日には、日本のエリアの初コンセプト画像が公開され、エリアの名称およびユニバーサル・スタジオ・ジャパンでの先行オープン計画が発表された。
ユニバーサル・スタジオ・ジャパンでは、2017年6月に起工式が行われ建設が開始され、ハリウッドでは2019年初頭に建設が始まった。2019年7月8日には、ユニバーサル・クリエイティブが日本エリア向けに作成したスケールモデルの写真がリークされた。2020年1月13日、ユニバーサルはインタラクティブな「パワーアップバンド」を発表し、ガランティス＆チャーリー・XCXによる楽曲「We Are Born to Play」を使用したミュージックビデオをYouTubeで公開した。
エリアの開業は当初、2020年東京オリンピック前の夏を目指していたが、新型コロナウイルス感染症（COVID-19）の影響で延期された。さらに、ユニバーサル・スタジオ・ジャパンは2020年2月29日から国内での感染拡大防止を目的にパークの営業を休止した。この影響で建設はほぼ完了していたものの、開業が無期限延期となった。2020年10月7日、エリアが2021年春に開業予定であることが発表された。開業に先駆けて、マリオをテーマにしたレストランとショップが一体化した「マリオ・カフェ＆ストア」が同年10月16日、ハリウッド・エリア（ハリウッド大通り）にオープンした。
2020年11月30日、ユニバーサルはエリアを2021年2月4日に正式オープンすると発表したが、その後、新型コロナウイルス感染症の影響で2021年1月13日に大阪府に改正・新型インフルエンザ等対策特別措置法に基づく緊急事態宣言が発令され、開業が再び無期限延期となった。年間パス保持者は2021年2月4日からエリアへの入場が可能となったが、一般公開は同年3月18日に実現した。開業から約1カ月後の2021年4月25日から6月7日まで、ユニバーサル・スタジオ・ジャパン全体が一時閉園した。
2020年12月18日には、任天堂公式YouTubeチャンネルでエリアを紹介する「Nintendo Direct」が配信され、宮本茂がエリアの一部を案内した。同年12月26日には、ユニバーサル・スタジオ・ジャパンの年間パス保持者向けに限定プレビューが行われた。
2022年3月10日、ユニバーサル・スタジオ・ハリウッドはエリアが2023年に開業予定であると発表し、同年12月14日には具体的なオープン日として2月17日が発表された。エリアは2023年1月12日、事前予約制のテクニカルリハーサルとしてソフトオープンし、予定通り2月17日に正式オープンした。このオープンは、映画『ザ・スーパーマリオブラザーズ・ムービー』の公開約1カ月半前だった。
2023年3月18日には、日本の「スーパー・ニンテンドー・ワールド」の開業2周年を記念し、限定版の金色パワーアップバンドが発売された。このバンドは2024年2月17日、ハリウッドエリアの開業1周年を記念して同エリアでも販売が開始された。

## デザイン

### ユニバーサル・スタジオ・ジャパン

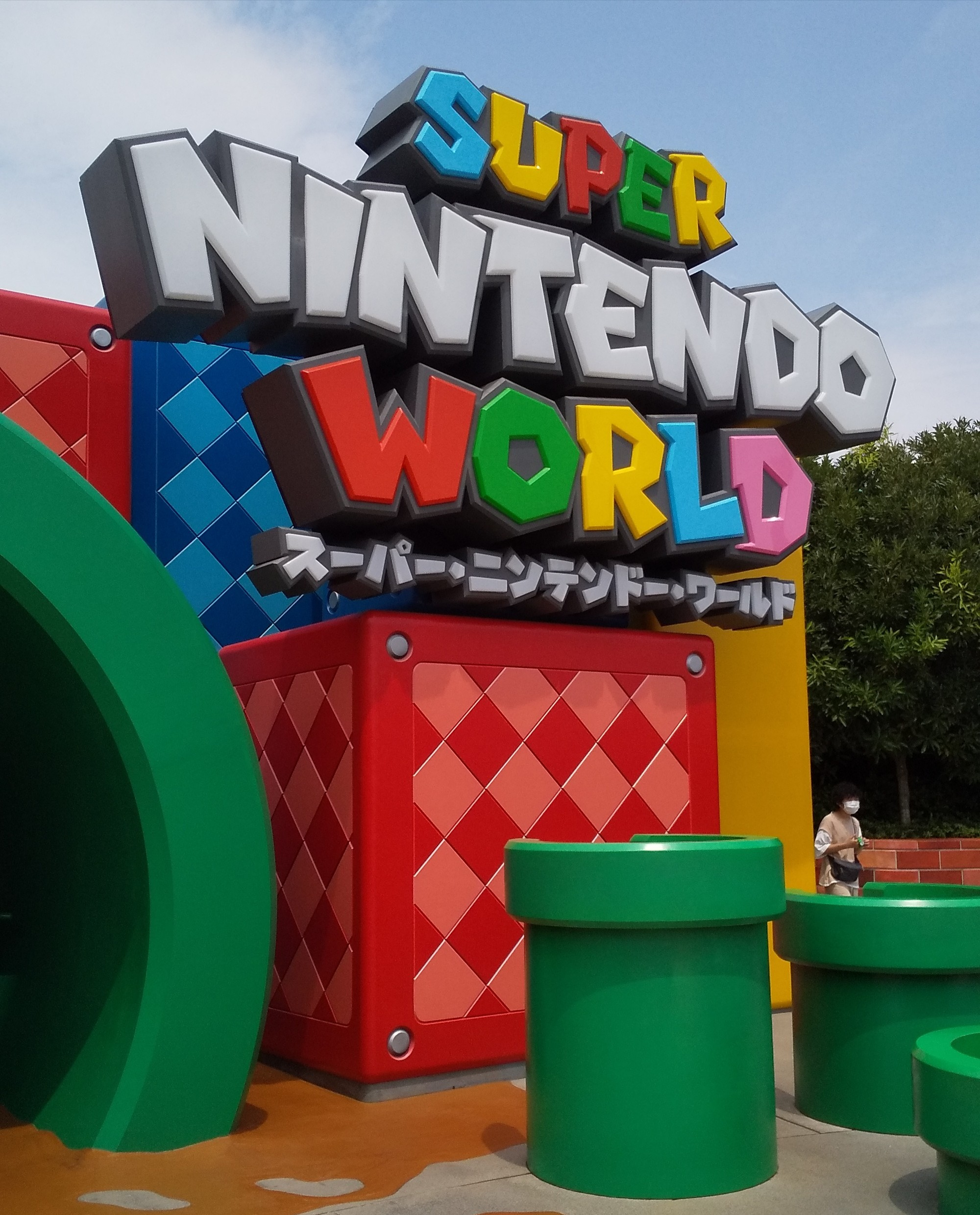
「スーパー・ニンテンドー・ワールド」のエントランス

ユニバーサル・スタジオ・ジャパンでは、パーク北端に位置し、「ウィザーディング・ワールド・オブ・ハリー・ポッター」の西側、かつてパーク西側の駐車場だった敷地に位置している。 エリアへのエントランスは「スーパースター・プラザ」からアクセス可能で、来園者は土管を通じてエリアに入る。このプラザは「ウォーターワールド」の隣にある通路を進んだ先に位置し、街灯や地面に描かれた「スーパースター」、そして土管の隣に設置された「スーパー・ニンテンドー・ワールド」のサインが特徴となっている。
エリアは地上と地下を行き来する多層構造となっており、土管の先にはピーチ城がある。城を抜けると2階の中庭に出ることができ、そこからはキノコ王国の風景が広がる。エリア内にはクッパ城が見える位置もあり、複数の崖にはピクミンが配置されている。ピクミンたちはコインなどのアイテムを運んでいる様子も見ることができる。エリア内には『スーパーマリオ 3Dランド』をモチーフにしたAR技術を使用する双眼鏡が設置されており、ロゼッタも登場する。
ゲストは、別売りの「パワーアップバンド」と公式ユニバーサル・スタジオのスマートフォンアプリを使い、キャラクタースタンプ、キー・チャレンジ、集めたコイン、「マリオカート 〜クッパの挑戦状〜」のハイスコアを記録することができる。また、エリア内のチームスコアや個人スコア、1日のスコアもアプリで確認できる。さらに、パワーアップバンドは対応するキャラクターのAmiiboとしても機能し、対応するNintendo Switchのゲームで使用可能となっている。
エリア内では、キャラクターとのグリーティングが行われている。ピーチ姫は城の隣にあるガゼボ風の建物内に登場し、マリオとルイージは「ヨッシー・アドベンチャー」の入口付近で会うことができる。一方、キノピオには固定のグリーティングスポットはなく、エリア内の下層部のさまざまな場所で登場する。
2022年と2023年には、エリアは「NO LIMIT! クリスマス」の一環として冬の装飾が施された。「スーパースター・プラザ」には、マリオとルイージをイメージした雪だるまが飾られ、入口全体がリボンで彩られる装飾が施された。エリア内では、ピーチ城がリースやガーランドで装飾されたほか、「スーパースター」や「ハテナブロック」などをモチーフにしたクリスマスツリーが登場した。
2021年9月28日、ドンキーコングシリーズをテーマにしたエリアの拡張が2024年に開業する予定であることが発表された。この拡張には、ローラーコースター、インタラクティブなアトラクション、テーマに沿ったグッズや飲食が含まれる。その後、2023年12月5日に行われた「『スーパー・ニンテンドー・ワールド』エリア拡張キックオフ・プレゼンテーション」で、このエリアが「ドンキーコング・カントリー」という名称で正式発表され、ローラーコースター「ドンキーコングのクレイジー・トロッコ」に関する新情報も公開された。2024年5月2日には、このアトラクションがスクリーンを使用せず「レールから飛び出す感覚」を再現する仕組みであることが明らかになった。「ドンキーコング・カントリー」は2024年12月11日に開業した。
さらに、2024年11月11日には、キノコ王国をテーマにしたエリアが「スーパーマリオ・ランド」と命名されていることが明らかにされた。

### ユニバーサル・スタジオ・ハリウッド

ユニバーサル・スタジオ・ハリウッドの「スーパー・ニンテンドー・ワールド」の全景

ユニバーサル・スタジオ・ハリウッドの「スーパー・ニンテンドー・ワールド」は、パーク内の「ロウアー・ロット」に位置しており、「ジュラシック・ワールド・ザ・ライド」と「トランスフォーマー・ザ・ライド3D」の間に挟まれている。ロウアー・ロットは利用可能なスペースが非常に限られているため、ユニバーサルはエリア建設のためにサウンドステージを解体・移転した。
2023年1月に行われたソフトオープンでは、この縮小されたエリアの構成が明らかになった。このエリアには、「パワーアップバンド・キーチャレンジ」の一部や「ヨッシー・アドベンチャー」が含まれていない。ただし、「マリオカート 〜クッパの挑戦状〜」の待ち列には「ヨッシー・アドベンチャー」をテーマにした通路が含まれている。また、キノピオ（Toad）とのグリーティングも当初は行われていなかったが、2023年7月15日から実施されるようになった。

### 将来の展開
2019年4月3日、リゾート・ワールド・セントーサは、ユニバーサル・スタジオ・シンガポールに「スーパー・ニンテンドー・ワールド」と「ミニオン・パーク」を導入する計画を発表した。この新エリアは、パーク内のエリア「マダガスカル」に代わるもので、2025年の開業が予定されている。2024年時点では、このエリアにおける具体的なアトラクションはまだ発表されていない。
2020年1月24日、ユニバーサルは、フロリダ州のユニバーサル・オーランド・リゾート内に建設予定の新テーマパーク「ユニバーサル・エピック・ユニバース」に「スーパー・ニンテンドー・ワールド」を含む計画を正式に発表した。翌週には、複数のコムキャスト幹部がこの計画を再確認した。当初、パークは2023年に開業予定だったが、新型コロナウイルス感染症（COVID-19）の影響で2025年に開業が延期された。
「エピック・ユニバース」内の「スーパー・ニンテンドー・ワールド」は、2023年2月に正式発表され、ユニバーサル・デスティネーションズ＆エクスペリエンシズのCEOであるマーク・ウッドベリーは、このプロジェクトを「史上最も知られている秘密」と評した。2024年5月2日、任天堂とユニバーサルの公式チャンネルで、「エピック・ユニバース」内の「スーパー・ニンテンドー・ワールド」が2025年に「スーパーマリオ・ランド」と「ドンキーコング・カントリー」エリアを含む形で開業することが発表された。

## プロモーション
2017年6月8日、ユニバーサル・スタジオ・ジャパンで建設着工式が開催された。式典には、マリオをはじめ、J.L.ボニエ（株式会社ユー・エス・ジェイ代表取締役CEO）、宮本茂（任天堂株式会社代表取締役クリエイティブフェロー）、マーク・ウッドベリー（ユニバーサル・パークス＆リゾーツ バイスチェアマン 兼 ユニバーサル・クリエイティブ プレジデント）が登壇した。
2020年1月14日には、パーク内の「ターミネーター 2:3-D」（現マンハッタンシアター）でグローバル・キックオフ・プレゼンテーションが開催された。この場で「パワーアップバンド」などのスマートフォン連動型新技術が発表され、エリア開業を記念したミュージックビデオ「WE ARE BORN TO PLAY」が公開された。この映像は「マリオのゲームの世界を現実にしたい」というコンセプトを表現したもので、スウェーデンのエレクトロユニット「ギャランティス」とイギリスの女性歌手「チャーリーXCX」がコラボレーションして制作した。
同年2月19日（現地時間）、アメリカ・ニューヨークの「グランド・セントラル・ターミナル」でグローバルイベント『SUPER NINTENDO WORLD CHALLENGE』が開催された。事前抽選で選ばれた約1000名の参加者が特設ステージで「ハテナブロック」を叩き、景品を当てるというマリオの世界観を再現したゲームが行われた。ユニバーサル・スタジオ・ジャパンがこのような大規模な海外イベントを行うのは初めてであり、ユニバーサル・パークス＆リゾーツのプレジデントCOOであるページ・トンプソンは、このイベントをニューヨークで開催した理由について、「任天堂とのパートナーシップの重要性を示すため」と述べている。
また、「ハテナブロック」はニューヨークの名所「タイムズスクエア」や「ロックフェラー・プラザ」にも設置され、ニューヨーカーや観光客に親しまれた。当日の朝には、アメリカの三大ネットワークの一つであるテレビ局の朝の情報番組で、このイベントや「ロックフェラー・プラザ」で盛り上がるファンの様子が特集された。
2024年2月から3月にかけて、東京、名古屋、福岡の3都市でスペシャルイベント「スーパー・ニンテンドー・ワールド『PLAY WILD! チャレンジ』」が開催された。このイベントでは、ハテナブロックやコンガなど、『スーパー・ニンテンドー・ワールド』のアクティビティをイメージした体験が提供された。東京で行われた開幕セレモニーには、山之内すずと「ユニバーサル・スタジオ・ジャパン 公認クリエイター」に再任されたHIKAKINが登場した。

## パワーアップバンド

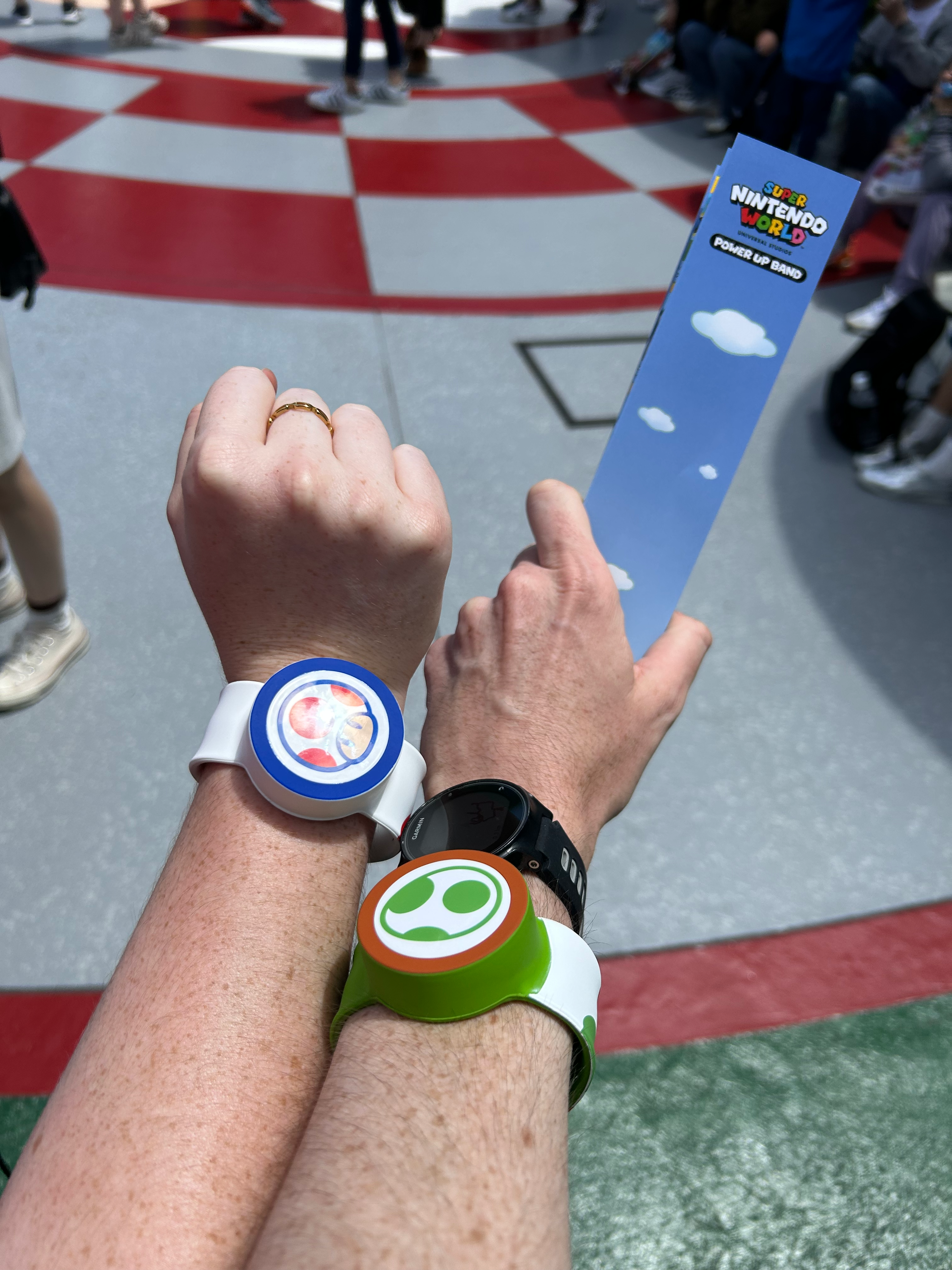
エリア内で購入可能なグッズ「パワーアップバンド」

「パワーアップバンド」は、エリア内で購入可能なグッズである。腕に装着後、パーク公式アプリと連動させることで使用できる。「スーパーマリオ・ランド」エリア内では、点在するハテナブロックをマリオのように飛び跳ねて叩くと、コインを獲得することができる。獲得したコインの数はアプリ内やエリア内のチェックポイントで確認可能である。また、キャラクタースタンプなどのアイテムも用意されており、それらを集めることでさらにコインに換算することができる。ゲストは、獲得したコインの総数でランキングを競い合うことができ、エリア全体にゲーム性が取り入れられている。
エリア内には「キーチャレンジ」と呼ばれるアトラクションもあり、クリアすることで「キー（鍵）」を入手可能。一定数のキーを集めると、他のゲストと協力して様々な敵キャラクターと対決する「ボスバトル」に挑戦することができる。
さらに、パワーアップバンドはNintendo Switchの対応ゲームソフトでAmiiboとしても利用可能である。バンドの天面（キャラクターのマークが描かれた部分）を、NFCが搭載されたNintendo SwitchのJoy-Con（Rスティック）、Nintendo Switch LiteのRスティックボタン、またはNintendo Switch Proコントローラーの中央付近にかざすことで、ゲームと連動させて遊ぶことができる。
バンドの種類は全8種類（マリオ、ルイージ、ピーチ、デイジー、キノピオ、ヨッシー、ドンキーコング、ディディーコング）。

## イベント

### スーパー・ニンテンドー・ワールド・カウントダウン・パーティ
2022年12月31日に行われた「NO LIMIT! カウントダウン 2023」のスペシャルショー。
1周年を迎えたスーパー・ニンテンドー・ワールドをイメージしたダンスを、マリオやルイージ、エンターテイナー、ゲストが一緒に踊り、エリアの楽しさを再認識させる内容となった。
このショーはカウントダウン・スペシャル・ステージの最後を飾るものであり、スーパー・ニンテンドー・ワールドがエリア外のイベントに登場したのはこれが初めてだった。また、マリオとルイージがエリア外で登場したのも史上初である。

### NO LIMIT! パレード
2023年3月1日から約2年ぶりに開催されたデイパレード「NO LIMIT! パレード」には、「マリオカート」をテーマにしたフロートが登場した。
このパレードでは、ピーチ姫、キノピオ、クッパ、ヨッシーがエリア外に登場したのも史上初となった。

### スーパーマリオ・パワーアップ・サマー
2023年7月5日から開催された「NO LIMIT! サマー 2023」のイベントの一環として実施された。これにより、約4年ぶりに水を使用したエンターテイメントが復活した。イベントは同年8月24日に終演した。

### マリオカート ～クッパの挑戦状～ チーム対抗レースバトル
2023年11月7日に行われたイベントで、4人一組のチームが「マリオカート ～クッパの挑戦状～」で合計得点を競う形式だった。イベントの開会式は20時、閉会式は22時に行われた。

### NO LIMIT! サマー・スプラッシュ・パレード
2024年7月3日から開催された「NO LIMIT! サマー 2024」のイベントの一環として実施された、パークで約4年ぶりとなる水かけパレード。
「NO LIMIT! サマー・スプラッシュ・パレード」では、マリオカートのフロートにエンターテイナーが持つコインが追加され、ウォーターシューターでコインに水を当てると、コインが1枚増加する仕組みが採用された。最大で99枚のコインを獲得することが可能だった。このパレードは2024年9月1日に終演した。

## 施設

### ユニバーサル・スタジオ・ジャパン

#### アトラクション
- マリオカート 〜クッパの挑戦状〜
- ヨッシー・アドベンチャー
- パワーアップバンド・キーチャレンジ
- ドンキーコングのクレイジー・トロッコ

#### レストラン
- キノピオ・カフェ
- ピットストップ・ポップコーン：「スーパーマリオ・ランド」エリアの2階にはポップコーン専門店がある。この店舗では、「マリオカート・ポップコーンバケツ」や「スーパースター・ポップコーンバケツ」と共にポップコーンを購入できる。ポップコーンのフレーバーは「クリームマッシュルーム味」と「キャラメルピーチ味」の2種類であり、いずれもこのエリア限定となっている。
- ヨッシー・スナック・アイランド：「スーパーマリオ・ランド」エリア1階の「ドンキーコング・カントリー」エリア入口付近には、ヨッシーをテーマにしたスナックスタンドが設置されている。この店舗では、「甲羅のカルツォーネ」「ヨッシーのラッシー」「スーパーキノコ・ドリンクボトル」「1UPキノコ・ドリンクボトル」などを購入することができる。
- ジャングル・ビート・シェイク：「ドンキーコング・カントリー」エリア内にはデザート店があり、投げたタルが豪快に割れるゲームの瞬間をイメージしたシェイクを購入することができる。

#### ショップ
- マリオ・モーターズ：「スーパーマリオ・ランド」エリア2階には、マリオカートをテーマにしたグッズショップがある。店舗はクッパ城の隣に位置し、「マリオカート ～クッパの挑戦状～」の出口と直結している。
- ワンナップ・ファクトリー：「スーパーマリオ・ランド」エリア1階には、エリア内で最大のショップがあり、マリオ関連のすべてのグッズがここで販売されている。
- ファンキーコングのフライ・アンド・バイ：「ドンキーコング・カントリー」エリア内には、ドンキーコング関連のグッズを販売するショップが設置されている。
- マリオ & ルイージ・フォト・オポチュニティ：「スーパーマリオ・ランド」エリア1階には、マリオとルイージと写真を撮ることができるフォト・オポチュニティスポットが設置されている。このグリーティングでは、写真はカメラマンクルーが撮影するため、来場者が自身のカメラで撮影することは基本的にできない。撮影された写真は、フォト・カウンターで購入する必要がある。
- プリンセスピーチ・フォト・オポチュニティ：「スーパーマリオ・ランド」エリア2階には、ピーチと写真を撮ることができるフォト・オポチュニティスポットがある。このグリーティングでは、写真はカメラマンクルーが撮影し、フォト・カウンターで購入する必要がある。撮影方法は、マリオ&ルイージ・フォト・オポチュニティと同様である。
- ドンキーコング・フォト・オポチュニティ：「ドンキーコング・カントリー」エリアには、ドンキーコングと写真を撮ることができるフォト・オポチュニティスポットがある。このグリーティングでは、写真はカメラマンクルーが撮影し、フォト・カウンターで購入する必要がある。撮影方法は、マリオ&ルイージ・フォト・オポチュニティと同様である。
- スーパースター・プラザ・フォト・オポチュニティ：エリアエントランスには、土管と写真を撮ることができるフォト・オポチュニティスポットが設置されている。このスポットでは、写真はカメラマンクルーが撮影し、フォト・カウンターで購入する必要がある。撮影方法は、マリオ&ルイージ・フォト・オポチュニティと同様である。

### ユニバーサル・スタジオ・ハリウッド

#### アトラクション
- マリオカート 〜クッパの挑戦状〜：アトラクションの内容は日本と基本的に同じだが、ハリウッドではARゴーグルを装着せずに乗車することも可能となっている。アトラクションの入口は「マウントピーンポール」で、待ち列の途中からクッパ城へ入城する仕様になっている。また、アトラクションの出口には「マリオ・モーターズ」は設置されていない。
- パワーアップバンド・キーチャレンジ：アトラクションの内容は日本と基本的に同じだが、「あつめろ！ボムへい・バラバラパズル」がハリウッドには存在しないため、ハリウッドでは日本より1つ少ない4つのアクティビティで構成されている。

#### レストラン
- キノピオ・カフェ：内容は日本と基本的に同じだが、一部のメニューの種類やサイズ、レストラン内の演出が異なっている。

#### ショップ
- ワンナップ・ファクトリー
- マリオ & ルイージ・フォト・オポチュニティ
- プリンセスピーチ・フォト・オポチュニティ

## 事故
2021年8月9日、スーパーマリオシリーズに登場する「クリボー」の設置物が数メートルの高さから落下する事故が発生した。この影響で、「ヨッシー・アドベンチャー」は翌10日まで運転を休止し、安全確認が行われた。事故当日は、近畿地方に台風9号が接近しており、強風が吹いていた。運営会社は原因の調査を進めている。
2021年11月23日の夜には、「ヨッシー・アドベンチャー」で火災が発生した。メンテナンス中の従業員が天井の一部が焼けていることに気づき、すぐに消火が行われたため大事には至らなかった。けが人は出なかったが、天井裏が約2平方メートル焼けた。この影響で、ユニバーサル・スタジオ・ジャパンは翌24日、設備点検のためエリアの終日営業を取りやめた。

## エリア内のBGM
エリア内のBGMは、「スーパーマリオ」シリーズをはじめとしたBGMが多数アレンジされている。本BGMの作曲者はダニ・ドナディ氏である。現時点では、ダニ・ドナディ氏は発売時期は不明だが、エリアのサウンドトラックの発売を検討している。